# نور لاینز
نور لاینز (انگلیسی: Nor Lines) شرکت کشتیرانی نروژی است، که در سال ۱۹۷۷ تأسیس شد.